# 7P/Pons-Winnecke
7P/Pons-Winnecke è una cometa periodica del Sistema solare, appartenente alla famiglia delle comete gioviane.
La cometa fu scoperta il 12 giugno 1819 da Jean-Louis Pons, dall'Osservatorio di Marsiglia, ed in seguito riscoperta da Friedrich Winnecke dell'Osservatorio di Bonn, il 9 marzo 1858.
La sua distanza perielica nel corso del XIX secolo e del XX secolo è aumentata, passando da un valore inferiore a 1 UA, quindi interno all'orbita della Terra, ad un valore superiore a 1 UA; attualmente è di circa 1,25 UA. La cometa è passata alla minima distanza dalla Terra, meno di 6 milioni di km, il 26 giugno 1927, tale distanza è notevolmente inferiore all'attuale MOID, la discrepanza è dovuta al continuo aumento della distanza perielica che per l'orientamento orbitale di questa cometa comporta come conseguenza un continuo aumento della MOID. Questo spostamento ha fatto sì che in passato (nel 1916, nel 1921 e nel 1927) la cometa abbia dato origine a uno sciame meteorico, le Bootidi di Giugno: si pensava che essendo divenuto il perielio esterno all'orbita della Terra non ci sarebbero state più altre piogge originate da questo sciame meteorico, invece a sorpresa nel 1998 ci fu una nuova pioggia di Bootidi di Giugno, con la caratteristica molto rara per una pioggia meteorica, di una durata di quasi 24 ore.